# Grand corégone
Coregonus clupeaformis
Espèce
Statut de conservation UICN

 DD  : Données insuffisantes
Le grand corégone, Coregonus clupeaformis,  est un poisson d'eau douce, membre de la famille des saumons. Il se retrouve dans de nombreux lacs du nord-est des États-Unis et du Canada, incluant la région des Grands Lacs. Ces poissons sont parfois élevés en aquaculture pour des fins commerciales et aussi péchés à la ligne.
Leur coloration est vert olive avec des reflets argentés. Ils préfèrent habituellement des lacs profonds et relativement froids. Ils sont principalement benthiques et se nourrissent de crustacés, insectes et autres petits organismes aquatiques.

## Corégoneet Évolution
À la suite du retrait du couvert de glaciers il y a environ 15 000 ans, le grand corégone présent dans plusieurs refuges glaciaires a pu envahir les lacs nouvellement créés. Cela a mené à l'évolution de populations distinctes, si bien qu’aujourd’hui, on distingue deux formes principales (ou écotypes) du grand corégone. Un écotype dit normal, benthique, pouvant vivre une dizaine d’années et peser plusieurs kilogrammes; et un écotype nain, ne pesant qu’une centaine de grammes, limnétique et vivant habituellement 2-3 ans.
Plusieurs groupes de recherche travaillent actuellement à comprendre l'histoire évolutive récente d'espèces de poissons comme les écotypes nains et normaux du corégone (voir aussi épinoche).

## Corégoneet  Héraldique
|  | Le corégone est present sur le blason de la ville canadienne Trois-Rivières, qui porte : - D'azur au chevron d'argent chargé d'une fleur de lis du champ, accompagnés de trois grands corégones nageant aussi d'argent. Les corégones y symbolisent les trois rivières. |